# Orange (Ohio)
Orange es una villa ubicada en el condado de Cuyahoga en el estado estadounidense de Ohio. En el Censo de 2010 tenía una población de 3323 habitantes y una densidad poblacional de 335,69 personas por km².

## Geografía
Orange se encuentra ubicada en las coordenadas 41°26′35″N 81°28′25″O / 41.44306, -81.47361. Según la Oficina del Censo de los Estados Unidos, Orange tiene una superficie total de 9.9 km², de la cual 9.85 km² corresponden a tierra firme y (0.5%) 0.05 km² es agua.

## Demografía
Según el censo de 2010, había 3323 personas residiendo en Orange. La densidad de población era de 335,69 hab./km². De los 3323 habitantes, Orange estaba compuesto por el 77.1% blancos, el 14.44% eran afroamericanos, el 0.06% eran amerindios, el 5.72% eran asiáticos, el 0.06% eran isleños del Pacífico, el 0.69% eran de otras razas y el 1.93% pertenecían a dos o más razas. Del total de la población el 1.56% eran hispanos o latinos de cualquier raza.